# Фукусима (княжество)
Княжество Фукусима (яп. 福島藩 Фукусима-хан) — феодальное княжество (хан) в Японии периода Эдо (1679—1869), в провинции Муцу региона Тосандо на острове Хонсю (современная префектура Фукусима).

## Краткая история
Административный центр княжества: замок Фукусима (яп. 福島城 Фукусима-дзё), современный город Фукусима, префектура Фукусима.
Доход хана:
- 1679 — 1682 годы — 150 000 коку риса
- 1686 — 1700 годы — 100 000 коку
- 1702 — 1869 годы — 30 000 коку риса

В период Сэнгоку замок Фукусима назывался замок Сугимэ (яп. 杉目城 Сугимэ-дзё) и принадлежал роду Датэ.
Княжество Фукусима было образовано в 1679 году. Его первым правителем стал Хонда Тадакуни (1666—1704), бывший владелец Корияма-хана в провинции Ямато. В 1682 году его перевели Химэдзи-хан (провинция Харима).
В 1686 году вторым даймё Фукусима-хана стал Хотта Масанака (1662—1694), ранее правивший в Ямагата-хане (провинция Дэва). В 1694 году ему наследовал приёмный сын Хотта Масатоси (1662—1729), бывший правитель Омия-хана в провинции Муцу. В 1700 году Хотта Масатоси был переведён в Ямагата-хан.
С 1702 по 1871 год княжеством владел род Итакура. В 1702 году в замок Фукусима был переведён из Сакаки-хана (провинция Синано) Итакура Сигэхиро (1669—1721). Его потомки управляли доменом вплоть до Реставрации Мэйдзи. Последний даймё (12-й) Итакура Кацусато (1868—1869) в 1869 году был переведён в новый домен Сигэхара-хан в провинции Микава.
Фукусима-хан был ликвидирован в 1871 году.

## Правители княжества
- Род Хонда, 1679—1682 (фудай-даймё)

| № | Имя            | Имя      | Годы правления | Годы жизни  | Примечания                                                |
| - | -------------- | -------- | -------------- | ----------- | --------------------------------------------------------- |
| 1 | Хонда Тадакуни | 本多忠国 | 1679 — 1682    | 1666 — 1704 | Второй сын Мацудайры Моримото, усыновлён Хондой Масанагой |

- Род Хотта, 1686—1700 (фудай-даймё)

| № | Имя            | Имя      | Годы правления | Годы жизни  | Примечания                 |
| - | -------------- | -------- | -------------- | ----------- | -------------------------- |
| 1 | Хотта Масанака | 堀田正仲 | 1686 — 1694    | 1662 — 1694 | Старший сын Хотты Масатоси |
| 2 | Хотта Масатоси | 堀田正虎 | 1694 — 1700    | 1662 — 1729 | Второй сын Хотты Масатоси  |

- Род Итакура, 1702—1869 (фудай-даймё)

| №  | Имя              | Имя      | Годы правления | Годы жизни  | Примечания                                                 |
| -- | ---------------- | -------- | -------------- | ----------- | ---------------------------------------------------------- |
| 1  | Итакура Сигэхиро | 板倉重寛 | 1702 — 1717    | 1669 — 1721 | Старший сын Итакуры Сигэтанэ                               |
| 2  | Итакура Сигэясу  | 板倉重泰 | 1717 — 1718    | 1691 — 1718 | Старший сын и преемник Итакуры Сигэхиро                    |
| 3  | Итакура Кацусато | 板倉勝里 | 1718 — 1743    | 1706 — 1743 | Второй сын Такаги Масанобу, усыновлён Итакурой Сигэясу     |
| 4  | Итакура Кацуцугу | 板倉勝承 | 1743 — 1765    | 1735 — 1765 | Старший сын Итакуры Кацусато                               |
| 5  | Итакура Кацуто   | 板倉勝任 | 1765 — 1766    | 1737 — 1766 | Второй сын Итакуры Кацусато                                |
| 6  | Итакура Кацуюки  | 板倉勝行 | 1766 — 1773    | 1752 — 1773 | Четвертый сын Итакуры Кацудзуми, усыновлён Итакурой Кацуто |
| 7  | Итакура Кацунори | 板倉勝矩 | 1773 — 1775    | 1742 — 1776 | Сын Итакуры Кацукиё                                        |
| 8  | Итакура Кацунага | 板倉勝長 | 1775 — 1815    | 1761 — 1815 | Второй сын и преемник Итакуры Кацунори                     |
| 9  | Итакура Кацутоси | 板倉勝俊 | 1815 — 1834    | 1788 — 1841 | Старший сын Итакуры Кацунаги                               |
| 10 | Итакура Кацутэру | 板倉勝顕 | 1834 — 1866    | 1814 — 1877 | Старший сын Итакуры Кацутоси                               |
| 11 | Итакура Кацунао  | 板倉勝己 | 1866 — 1868    | 1851 — 1924 | Старший сын Итакуры Кацутэру                               |
| 12 | Итакура Кацусато | 板倉勝達 | 1868 — 1869    | 1839 — 1913 | Внук 8-го даймё Итакуры Кацунаги                           |